# Kushbegi
Kushbegi fou un càrrec que va existir als kanats de Bukharà i Khivà i probablement a Kokand. Inicialment el kushbegi era el cap falconer del kan, encarregat de les caceres. Posteriorment les seves funcions es van acostar més a les d'un ministre principal o visir i va esdevenir el principal alt càrrec a la cort. El càrrec va subsistir fins a l'abolició dels kanats el 1920.